# حمیدرضا زورآوند
حمیدرضا زورآوند (زادهٔ ۲۳ دی ۱۳۶۸ در همدان) ورزشکار دو و میدانی اهل ایران است.
او نمایندهٔ کشور ایران در مسابقات ۲۰ کیلومتر پیاده‌روی سرعت در بازی‌های المپیک تابستانی ۲۰۱۶ بود.